# Sprickdalslandskap

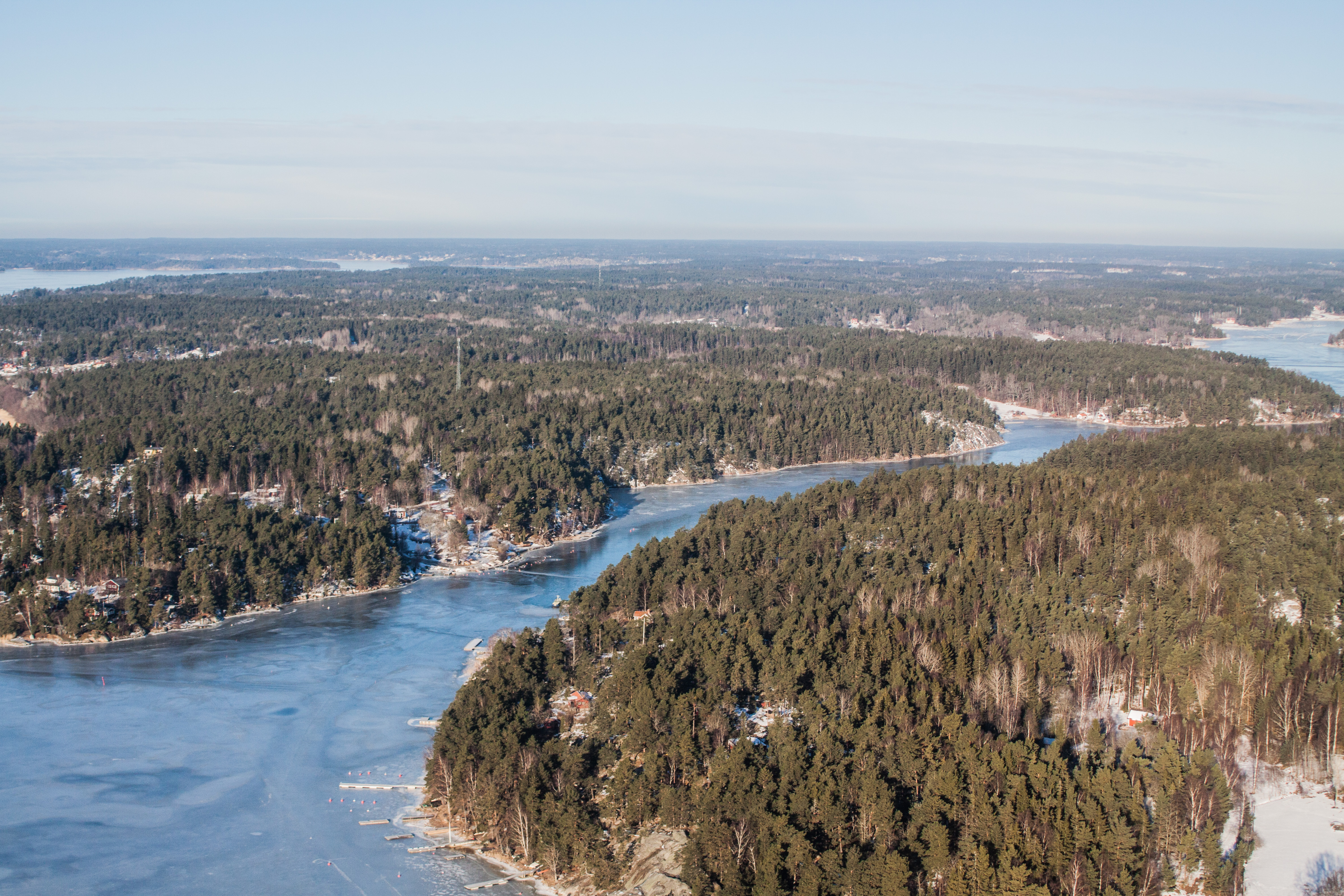
Sprickdalslandskap vintertid i Stockholms skärgård.

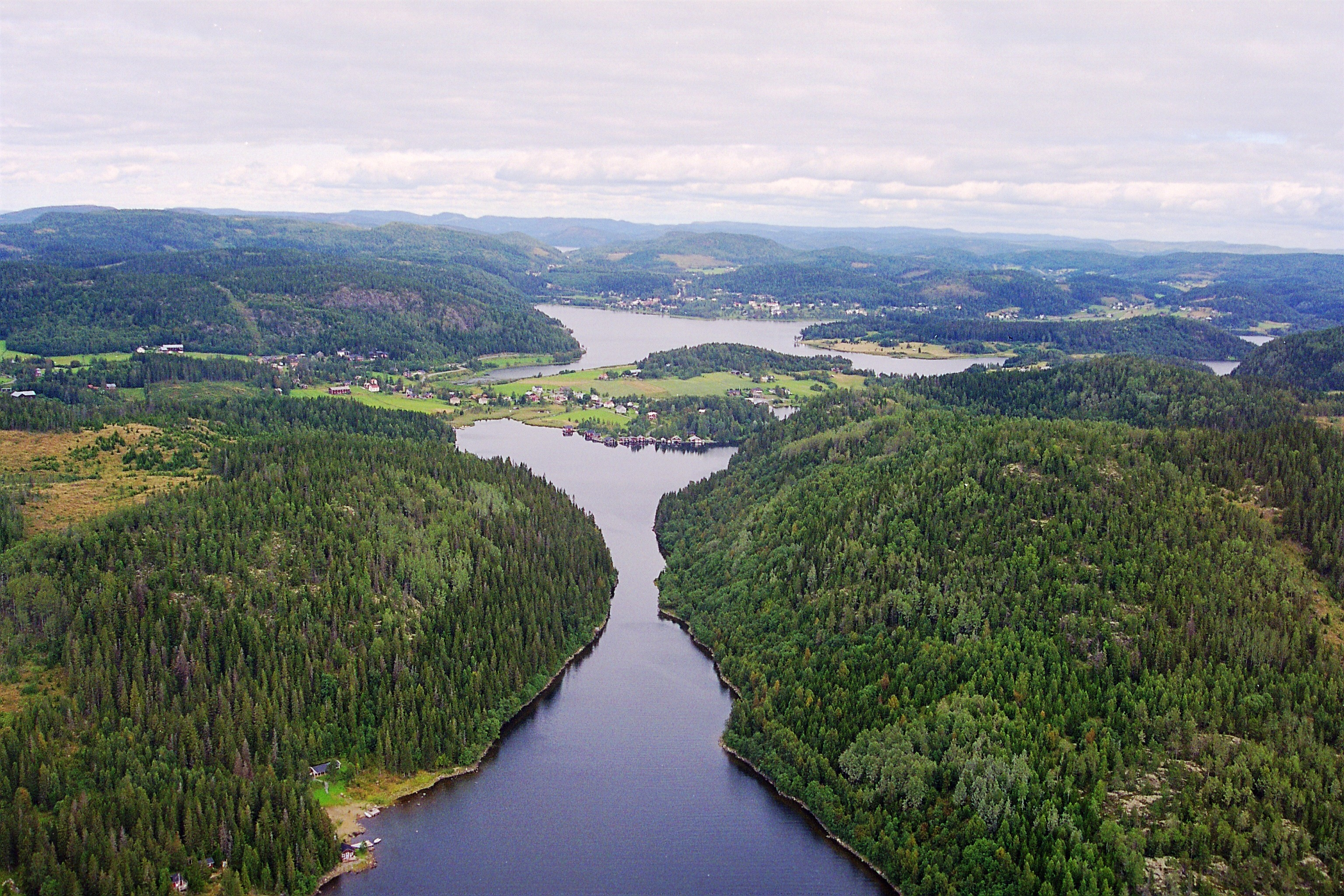
Storskaligt sprickdalslandskap vid Höga Kusten, Ångermanland.

Sprickdalslandskap eller sprickdalsterräng är en relieftyp, vanligt förekommande i Finland, Sverige och Norge. En sprickdal är en smal dalgång i ett sådant landskap, ibland vattenfylld.
Ett sprickdalslandskap bildas utifrån erosion av sprickor i berggrunden så att små platå-block eller åsar hamnar mellan sprickdalar. När blockytorna i ett sprickdalslandskap ligger vid olika höjd kan detta peka på att lodräta förkastningsrörelser har förekommit. Även vittring kan vara viktigt för bildande av sprickdalar men om vittring fortgår under ett tillräcklig lång tid bildas det en bergkullsterräng i stället.
Karna Lidmar-Bergström har identifierat följande typområden för sprickdalslandskap i Sverige: Blekinge, Bohuslän, Linköping-Västervik, Stockholm och Hudiksvall. I de sista tre områdena utgör blockens toppytor delar av subkambriska peneplanet. Förutom dessa förekommer det ett storskaligt sprickdalslandskap i Höga kusten och närliggande inland. Sten Rudberg har dock betecknat samma område som bergkullsterräng.
I sprickdalslandskap finns flera av de få platserna i södra Sverige där sluttningar lutar 25° eller mer.
Sprickdalslandskap beskrevs först som en relieftyp av Sten De Geer 1926 med namnet rutplatåland.